# Zakłady Specjalne (Lotto)
Zakłady Specjalne – gra liczbowa prowadzona przez Totalizator Sportowy. Losowania tej gry odbywają się okazjonalnie np. z okazji Nowego Roku, Dnia Dziecka, Świąt itp. Losuje się 5 z 45 liczb.
W grze tej nie ma kumulacji, gdy nie ma wygranej 1. stopnia, to wygrana ta jest dzielona na inne stopnie wygranej. Dochód z tej gry jest zazwyczaj przeznaczany na cele charytatywne. 
W 2018 roku Zakłady Specjalne zostały reaktywowane w związku z obchodami 100-lecia niepodległości Polski. Od 18 marca do 17 kwietnia 2022 r. przeprowadzono Zakłady Specjalne na rzecz Ukrainy. Dochód ze sprzedaży losów przeznaczono na pomoc Ukrainie ogarniętej inwazją Rosji. Losowania nagród pieniężnych odbyły się 3 oraz 17 kwietnia 2022 r. 
W 2024 roku Totalizator Sportowy zorganizował Zakłady Specjalne, z których cały dochód został przeznaczony na wsparcie ofiar powodzi w południowo-zachodniej Polsce. Losowanie odbyło się 5 października. 